# Mairie de Noroy-le-Bourg
La mairie de Noroy-le-Bourg est un bâtiment construit afin d'accueillir les services de la mairie, de l'école et de la justice de paix de Noroy-le-Bourg, commune de Haute-Saône.
Le bâtiment fait l’objet d’une inscription au titre des monuments historiques depuis le 1er août 2005.

## Histoire

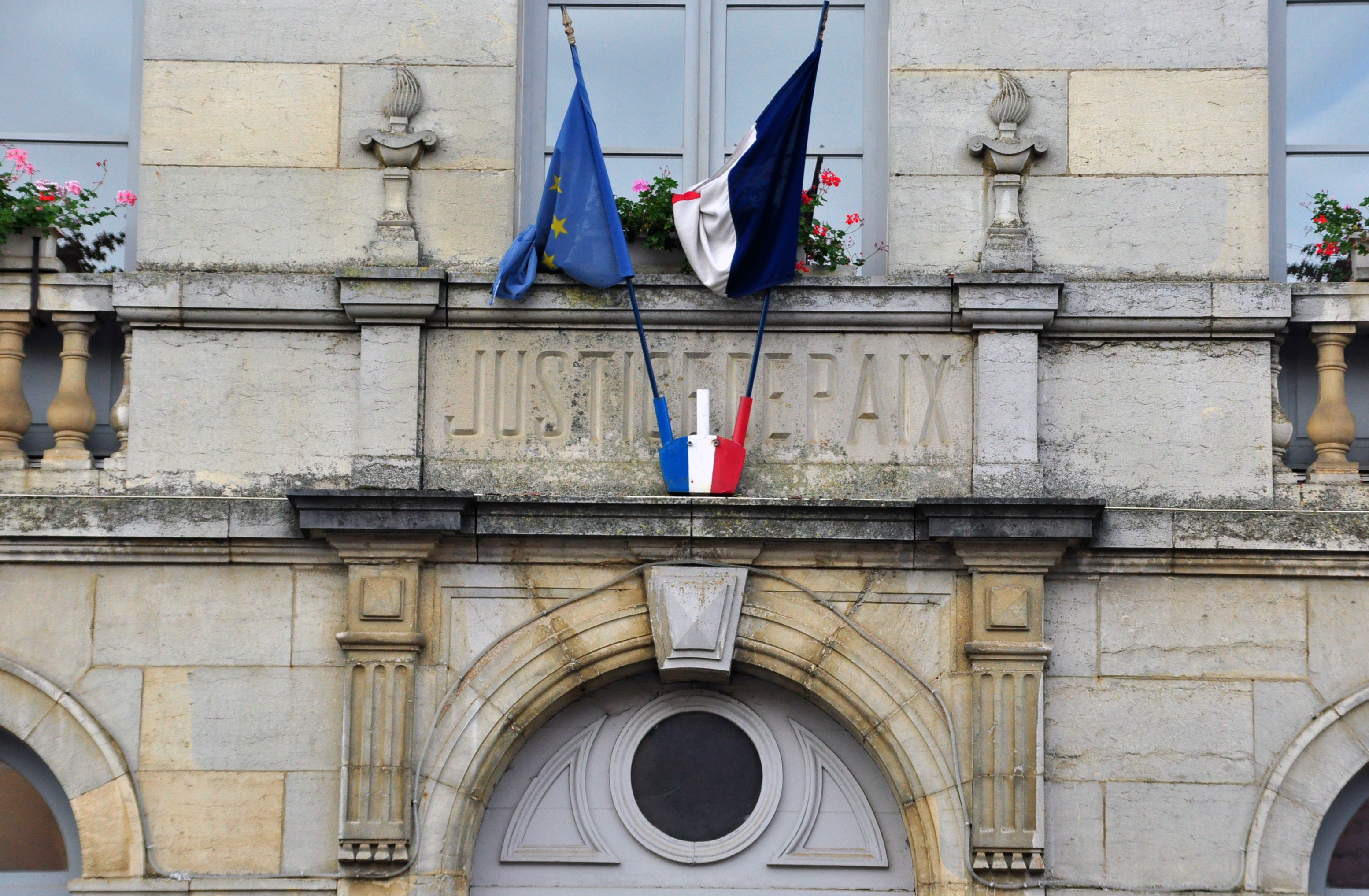
Détail au-dessus de la porte principale

Le bâtiment, conçu par l'architecte Jean-Baptiste Colard, est construit sur un plan en U entre 1862 et 1865.
Situé sur la grand rue du bourg, il présente un gigantesque fronton à oculus en pierre de taille. À l'intérieur sont préservées les boiseries et la salle du tribunal.

## Référence
1. 1 2  « Mairie-école-justice de paix », notice no PA70000074, sur la plateforme ouverte du patrimoine, base Mérimée, ministère français de la Culture